# Kkwaenggwari
Il kkwaenggwari (꽹과리?, [k͈wɛŋ.ɡwa.ɾi]) è uno strumento a percussione coreano usato prevalentemente nella musica folk.

## Storia
L'epoca di origine del kkwaenggwari è sconosciuta: si ritiene che sia comparso tra il periodo di Silla unificato (668-935) e quello di Goryeo (918-1392).

## Caratteristiche

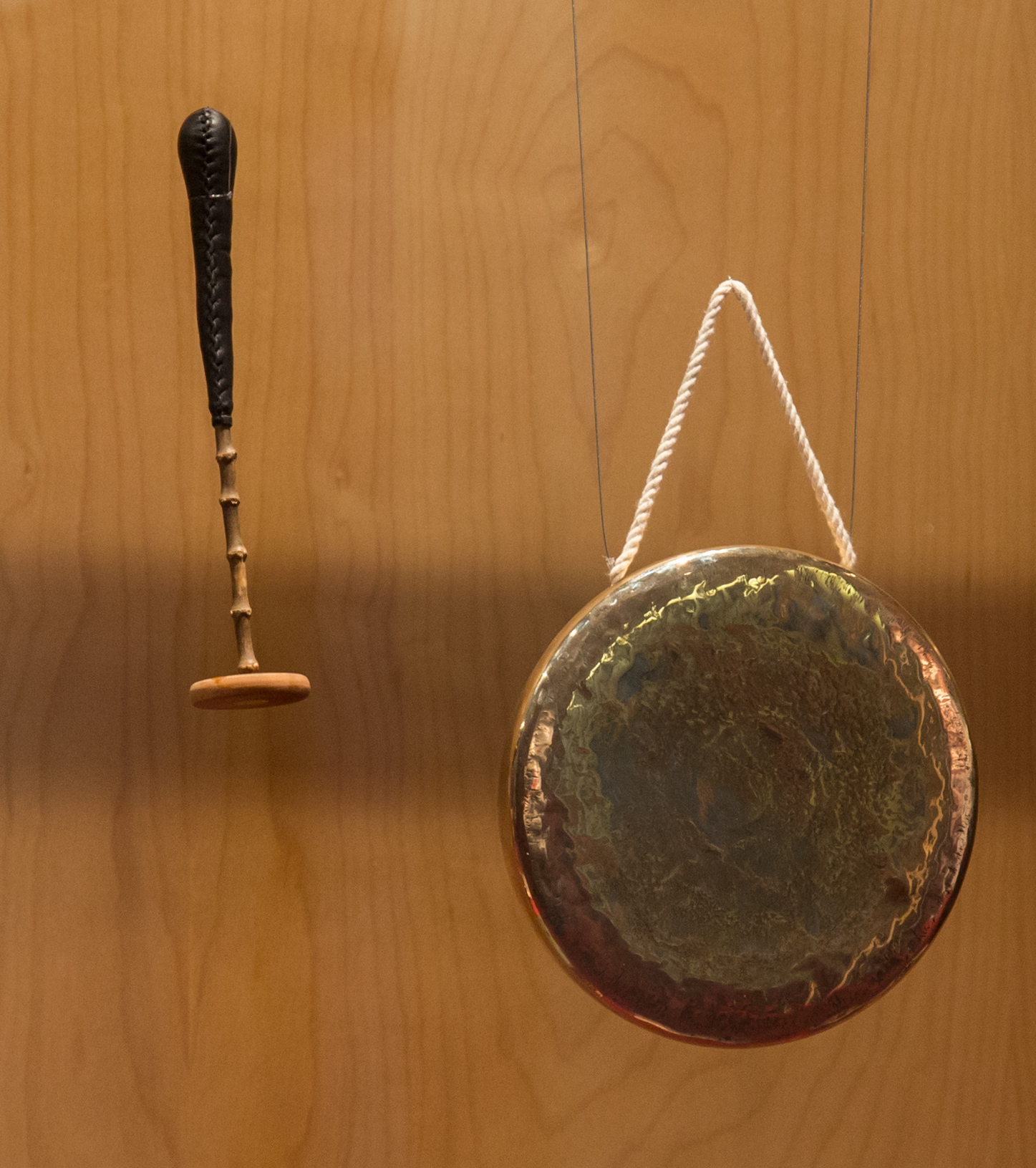
Kkwaenggwari.

Di aspetto simile a un gong piatto, il kkwaenggwari ha un diametro tra i 19 e i 22 centimetri, è fatto di ottone e produce un tono metallico acuto che diviene particolarmente fragoroso se si usa la forza. La pressione della mano che lo tiene può modificarne il suono, dalla cui onomatopea "kkwaeng-kkwaeng" deriva il nome dello strumento, che è anche conosciuto come kkwaengmaegi (꽹매기?).
In senso stretto, kkwaenggwari è soltanto il nome dello strumento usato nella musica campestre coreana (nongak) e nei riti sciamanici, mentre viene chiamato sogeum (소금?, 小金?) se impiegato nei riti ancestrali. Testimonianze storiche attestano l'uso del sogeum al santuario di Jongmyo. Kkwaenggwari e sogeum hanno delle piccole differenze: mentre il kkwaenggwari è appeso a una stringa rossa, il sogeum ha un manico dello stesso colore su cui è dipinta una testa di drago e viene suonato con un martelletto di legno, dove invece per il kkwaenggwari si usa una bacchetta. Esistono kkwaenggwari "maschi" e "femmine": i primi hanno un suono più acuto e si ritrovavano specialmente nella musica contadina, mentre i secondi generano toni più bassi.
I kkwaenngwari moderni sono prodotti con una lega di rame e zinco che produce un suono più chiaro quando la percentuale di rame è più alta.